# Enki

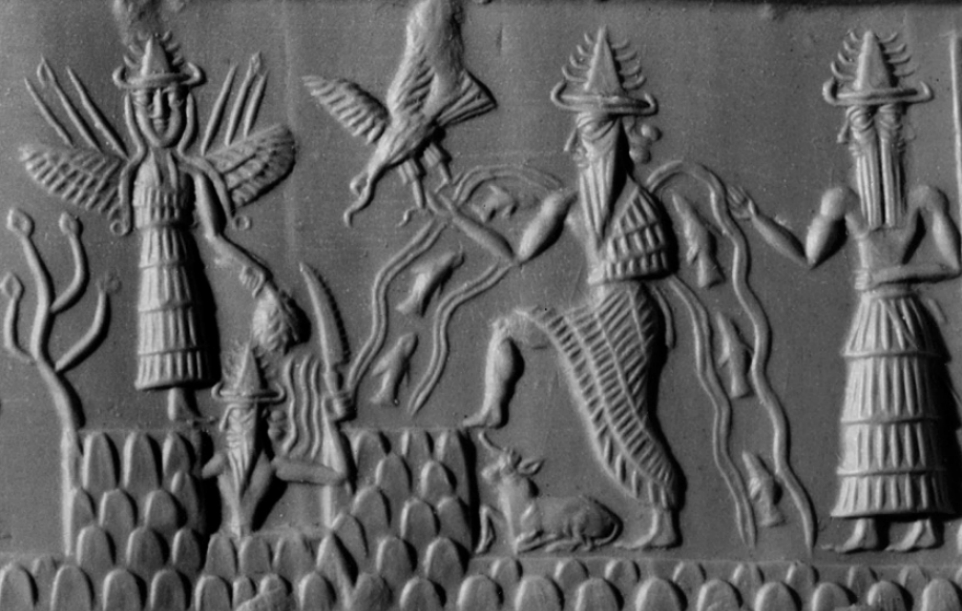
Enki con i fiumi Tigri e Eufrate che sgorgano dalle sue spalle. Ai suoi piedi la capra, suo animale simbolo

Enki (sumero: 𒀭𒂗𒆠 dEN.KI(G); "Signore della Terra" oppure "Signore Benevolo") è il dio mesopotamico dell'acqua, della conoscenza (gestú), dell'artigianato (gašam) e della creazione (nudimmud). Più tardi conosciuto come Ea in accadico e Ya(hweh) in cananaico. Insieme a suo padre An (supremo "Dio del Cielo"; El in lingua semitica) e a suo fratello Enlil ("Signore dello Spirito"; Baal in semitico), costituisce la trinità suprema celeste delle religioni della Mesopotamia e della Cananea.

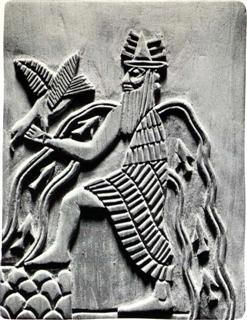
Particolare con la raffigurazione del dio Enki

Originariamente era identificato come la divinità protettrice di Eridu, la capitale religiosa dell'antica Mesopotamia. Più tardi l'influenza del suo culto si diffuse in tutta la Mesopotamia e tra gli Ittiti e gli Hurriti. Era la divinità dei mestieri (gašam), del bene, dell'acqua, del mare, dei laghi (a, aba, ab), della sapienza (gestú, letteralmente "orecchio") e della creazione (nudimmud: dim2 mud, "creare").
È associato alla fascia meridionale delle costellazioni chiamate "Stelle di Ea" o "Via di Ea", ma anche con la costellazione  AŠ-IKU, il "Quadrato" (la costellazione di Pegaso), mentre An è identificato con il polo nord eclittico centrato nella costellazione del Drago e con la fascia centrale delle costellazioni, ed Enlil con il polo nord celeste al centro delle costellazioni dell'Orsa Minore e dell'Orsa Maggiore nonché con la fascia settentrionale delle costellazioni. Il numero sacro di Enki è il 40.
Un vasto numero di miti riguardanti Enki sono stati raccolti da molti siti di scavo, estesi dal sud dell'Iraq fino alla costa occidentale del Levante. Le sue prime apparizioni possono essere rinvenute in iscrizioni cuneiformi attraverso tutta la regione, risalenti prevalentemente a partire dal terzo millennio avanti Cristo. I suoi miti sembrano aver influenzato alcune storie bibliche e coraniche.

## Etimologia
L'esatto significato del suo nome sumerico non è certo: la traduzione "Signore (en) della Terra (ki)" potrebbe essere errata in quanto le forme con il suffisso dell'ergativo (en-ki-ka/ga-ke4) indicano che il termine non è ki, "terra", bensì kig. Poiché kig compare anche in sumero emesal ("bella lingua", una forma acrolettica) come forma del verbo ki aĝ2, "amare" (letteralmente "misurare il kig"), è stato proposto che kig abbia il significato di "benevolenza", e il che coinciderebbe anche con il carattere benevolo di Enki. Il significato di Enki potrebbe quindi essere anche "Signore della Benevolenza". Il nome Ea è di origine semitica e deriva dalla radice semitica occidentale *ḥyy la quale significa "vita". La forma sarebbe un antico stato determinato col significato di "Vita" ovvero il "Vivente", "Colui che Vive". La tarda forma cananaica del nome, Yahweh, è un composto di Ya con il verbo essere alla terza persona singolare, hweh ("Ya-che-è/esiste", il "Vivente-che-è/esiste").

## Attributi

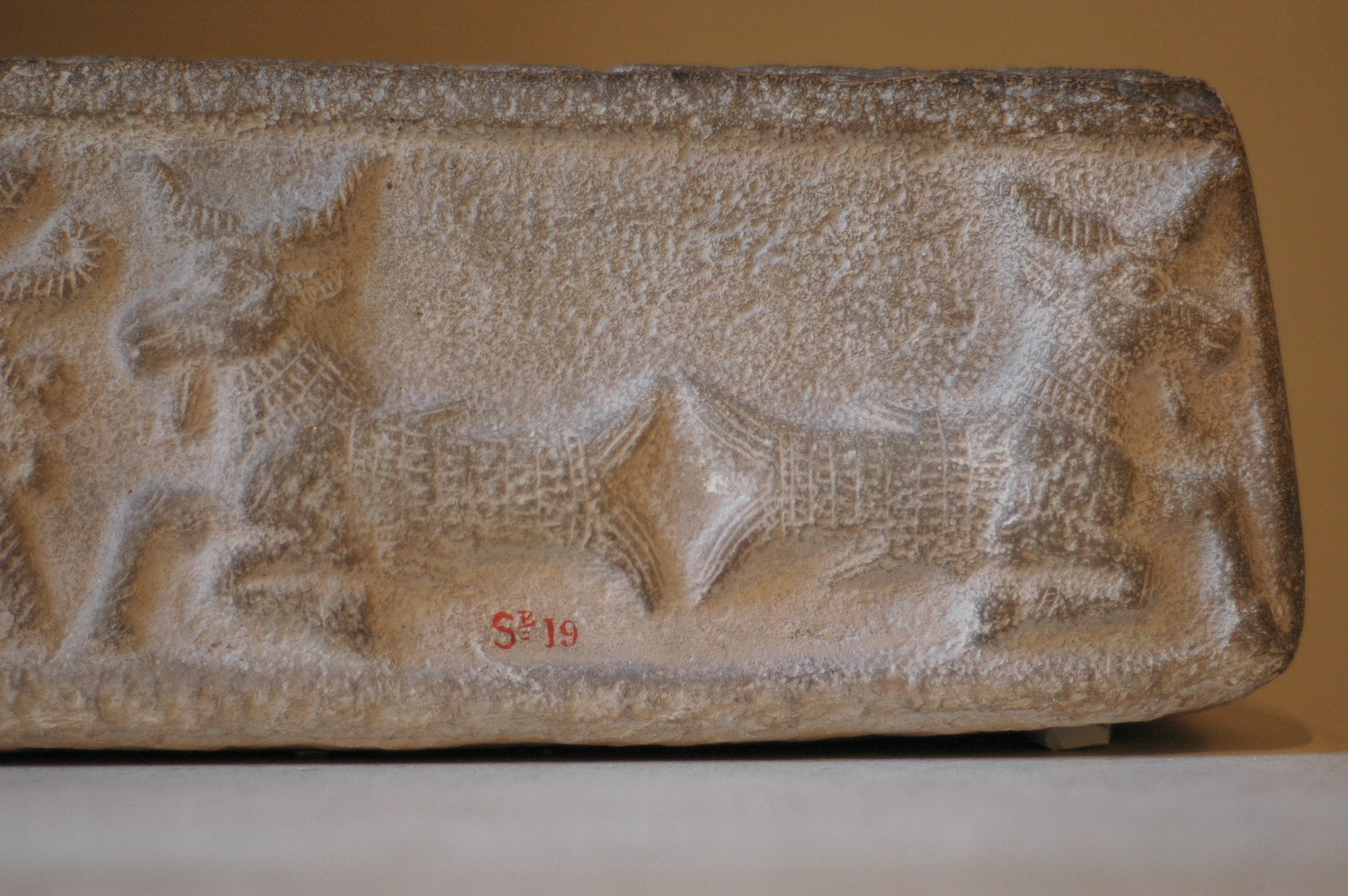
Un pesce capra (o Capricorno) ornamentale disegnato su un contenitore del 1500-1100 a.C.

Il principale tempio di Enki è chiamato E-abzu, che significa tempio abzu (anche E-en-gur-a, che significa casa delle acque sotterranee), un tempio di tipo ziggurat circondato dalle paludi dell'Eufrate presso l'antica costa di Eridu nel Golfo Persico. Egli era il custode dei poteri divini chiamati Me, i doni della civilizzazione. Viene spesso raffigurato con una corona ornata di corna della divinità vestita con la pelle di una carpa.
Considerato come il modellatore del mondo, dio della saggezza e di tutta la magia, Enki era caratterizzato come il signore di Abzu (Apsu in Accadico), il mare d'acqua dolce o sotterraneo situato all'interno della Terra. Nel successivo racconto epico babilonese Enūma eliš, Abzu, il generatore degli dei è inerte e addormentato ma la sua pace viene disturbata dagli dei più giovani, così predispone che vengano distrutti. Suo nipote Enki, scelto per rappresentare i giovani dei, lancia un incantesimo su Abzu incantandolo in un lungo sonno, in modo da confinarlo nelle profondità della Terra. Successivamente Enki stabilisce la propria dimora nelle profondità di Abzu. Enki, quindi, assume tutte le funzioni di Abzu, compresi i suoi poteri come signore delle acque e della fertilità.
Le prime iscrizioni reali del terzo millennio a.C. menzionano “le canne di Enki” (Phragmites australis). Nonostante tali canne fossero un importante materiale dedicato alla manifattura, come nell'intreccio di cestini e contenitori, e raccolto all'esterno delle mura cittadine, era utilizzato principalmente per il trasporto dei morti o dei malati. Questo fatto collega Enki con il Kur  o  l'oltretomba  della mitologia sumera. In un'altra tradizione ancora più antica, Nammu, la dea creatrice della materia primordiale e divinità madre ritratta come “colei che ha dato alla luce i grandi dei”, veniva raffigurata come la madre di Enki e forza creatrice dell'acqua, e si diceva che la sua esistenza precedesse quella di Ea-Enki.
Benito afferma "Con Enki si osserva un interessante cambiamento nel simbolismo dei sessi", l'agente fertilizzante è anche l'acqua, in Sumero 'a' o 'Ab che significa anche sperma. In un passaggio di un inno sumero, Enki si sofferma su degli alvei vuoti e li riempie con la sua 'acqua'. Questo passaggio potrebbe riferirsi alla ierogamia o matrimonio sacro di Enki con Ki/Ninhursag (la Terra).
I suoi simboli includono una capra ed un pesce, che poi combinati insieme in un'unica bestia si trasformano nella Capra del Capricorno, riconosciuta anche come il segno zodiacale del Capricorno.

## Miti di Enki

### Enki e Ninhursag e la creazione della vita e della malattia
Il mito cosmogonico diffuso comunemente nella terra dei Sumeri, era quello della Ierogamia, un matrimonio sacro in cui i principi divini in forma dualistica degli opposti si sono riuniti come maschio e femmina per dare vita al cosmo. Nel poema epico Enki e Ninhursag, Enki, come signore di Ab o delle acque dolci (anche la parola sumera per sperma), vive con la moglie nel paradiso di Dilmun dove:
Nonostante sia un luogo dove "il corvo ferito non grida" e "il leone non viene ucciso, il lupo non afferrò l'agnello, sconosciuto era l'uccisore del cane infanticida, sconosciuto era il grano divorato dal cinghiale", Dilmun non aveva acqua e Enki, sentite le grida della sua dea Ninsikil, ordina al Dio-Sole Utu di portare acqua fresca dalla terra a Dilmun. Come risultato:
Il racconto successivo, con analogie al racconto biblico del frutto proibito, ripete la storia di come l'acqua fresca dia vita ad una terra arida. Enki, Il Signore delle Acque, "ha causato il flusso dell'acqua del cuore" e rendendo fertile la sua consorte Ninhursag, conosciuta anche come Ki o Terra, dopo "I suoi nove giorni divenuti i suoi nove mesi, i mesi della 'femminilità'… come il burro buono, Nintu, la madre della terra, … come burro, diede alla luce Ninsar". Quando Ninhursag lascia Enki, egli giace sopra Ninsar in qualità di Signore delle Acque. Enki non sapeva che ella fosse sua figlia, ed a causa della somiglianza di Ninsar con la sua assente consorte, la seduce avendo un rapporto sessuale con lei. In seguito Ninsar diede alla luce Ninkurra (Signora della fecondità e del pascolo), ma Enki viene nuovamente lasciato restando solo. Per la seconda volta Enki, nella sua solitudine, trova e seduce Ninkurra, e dall'unione dei due viene alla luce Uttu (dea della tessitura).
Per la terza volta Enki soccombe alla tentazione, e tenta di sedurre Uttu. Sconvolta dalla reputazione di Enki, Uttu si consulta con Ninhursag, che, sconvolta dalla natura capricciosa e promiscua del suo sposo, consiglia Uttu di stare lontana dalle rive del fiume e dai luoghi a rischio inondazione, casa di Enki. In un'altra versione del mito Ninhursag prende il seme di Enki dal grembo di Uttu e lo semina nella terra dove rapidamente germinano otto piante. In questo racconto troviamo Isimud, con il doppio ruolo di serva e assistente: "Enki, nella palude, nella palude giace disteso, Cosa è questo, cosa è questo. Il suo messaggero Isumud gli risponde, Mio Re, questo è un albero-pianta. Lo taglia per lui ed Enki lo mangia". E così, nonostante gli avvertimenti, Enki consuma gli altri sette frutti. Consumando il suo stesso sperma, Enki cade in uno stato di gravidanza con vari rigonfiamenti nella sua mascella, nei suoi denti, nella sua bocca, nei suoi fianchi, nella sua gola, nelle sue membra e nelle sue costole. Gli dei confusi non sanno cosa fare e gli gridano di sedersi nella polvere. Poiché Enki non possiede un utero con cui partorire, sta morendo a causa dei gonfiori che vanno peggiorando. A questo punto del racconto compare la volpe che si reca da Enlil, Re degli Dei, domandandogli: Se porto Ninhursag al tuo cospetto, quale sarà la mia ricompensa?. Successivamente la sacra volpe ritrovò la dea Ninhursag portandola al cospetto di Enlil.
Ninhursag cede alle richieste, prende l'Ab (acqua o seme) di Enki all'interno del suo corpo, e dà alla luce gli dei della guarigione da ogni parte del suo corpo. Abu dalla mascella, Nintul dall'anca, Ninsutu dal dente, Dazimua dal fianco, Eshagag dagli arti. L'ultimo, Ninti (dalla costola) è anche un gioco di parole per la Signora della Vita, il titolo proprio di Ninhursag. La storia riflette simbolicamente il modo in cui viene portata avanti la vita con l'aggiunta dell'acqua dalla terra, ed una volta cresciuta, l'acqua è necessaria per portare le piante a frutto. Si consiglia anche l'equilibrio e la responsabilità: nulla deve eccedere.
Ninti, il titolo di Ninhursag, significa anche la madre di tutti i viventi, e più tardi è anche il titolo dato alla dea hurrita Kheba. Nella Bibbia è anche il titolo dato a Eva,
in Khavvah Ebraico (חוה), in aramaico Hawwah, che venne fatta da una costola prelevata dal petto di Adamo, in una strana analogia del mito Sumero, in cui Adamo, non Enki, cammina nel Giardino dell'Eden..

### Enki e la Creazione dell'Uomo
Dopo sei generazioni di dei (nel racconto babilonese Enuma Elish), nella settima generazione (accadico shapattu o sabath), gli dei più giovani chiamati Igigi, i figli e le figlie di Enlil e Ninlil si rifiutano di svolgere i loro doveri e continuare nella loro opera di creazione. Abzu, il Dio delle acque dolci, co-creatore del cosmo, per punirli minaccia di distruggere il mondo inondandolo con le sue acque. Terrorizzati, gli dei si riuniscono per cercare di salvare le loro creazioni. Enki promette di aiutarli riuscendo a confinare Abzu nei canali di irrigazione nel Kur, sotto la sua città di Eridu. Ma l'universo era ancora minacciato da Tiamat, infuriata a causa dell'imprigionamento di suo marito e consorte Abzu, e dietro suggerimento di suo figlio e visir Kingu, decide di portare avanti l'opera di distruzione iniziata da Abzu. Gli dei, terrorizzati, si riuniscono nuovamente e si rivolgono ad Enki per trovare aiuto, ma quest'ultimo (che aveva imbrigliato Abzu nei canali d'irrigazione) rifiuta questa seconda richiesta di aiuto. Gli dei cercano aiuto ovunque ed il patriarca Enlil, loro padre e dio del Nippur, promette di sconfiggere Tiamat e salvare il mondo a patto che venga incoronato re degli dei. Nel racconto babilonese, il ruolo di Enlil viene assunto da Marduk, figlio di Enki, mentre nella versione assira viene assunto da Asshur. Così Tiamat viene sconfitta da Enlil con "le frecce del suo vento" lanciate giù attraverso la sua gola.
Ricostruendo il paradiso con un arco proveniente dalla sua costola, Enlil pone la sua coda nel cielo come la Via Lattea, e dalle sue lacrime nasce la sorgente del Tigri e dell'Eufrate. Ma esiste ancora un problema, chi si prenderà cura del cosmo? Enki, che sarebbe potuto andare in loro aiuto, giace in un sonno profondo e non gli è possibile udire il loro lamento. Sua madre Nammu (creatrice anche di Abzu e Tiamat) porta le lacrime degli dei ad Enki e dice:
Così Enki consiglia di creare i servi degli dei, l'umanità, fatti di sangue e argilla.
Questo racconto è simile alla creazione di Adamo nel Corano, dove viene raccontato di come l'umanità sia stata creata dall'argilla e un grumo di sangue (mestruale?). Era desiderio di Enki mantenere in vita Kingu, ma gli Igigi decidono comunque di ucciderlo, convincendo infine Enki ad usarne il sangue per creare il primo uomo. Così Enki crea il primo uomo, il primo dei sette saggi o Abgallu (*Ab = acqua, *Gal=grande, *Lu= Uomo), conosciuto anche come Adapa, con cui ha sempre mantenuto una stretta amicizia. Enki raccoglie a sé un gruppo di divinità per aiutarlo nella sua opera, che vengono chiamati i buoni e principeschi modellatori. Così racconta a sua madre:
Adapa, il primo uomo ad essere modellato, si reca in seguito ad Eridu, ricoprendo il ruolo di consigliere del re, quando nella Lista dei Re, il Me del potere sovrano discende da Eridu.
Samuel Noah Kramer ritiene che i miti di Enki riguardanti i confinamenti di Abzu, siano di origine più antica della lotta tra Enki e il Drago Kur (l'oltretomba).

### Confusione delle lingue

Rappresentazione della torre di Babele, mito biblico che potrebbe essere stato influenzato dal mito di Enki

Nel racconto epico sumero intitolato Enmerkar e il signore di Aratta, in un discorso di Enmerkar, si narra come un tempo la lingua fosse una, ma poi divennero molte. La traduzione della tavoletta ad opera di Kramer racconta l'evento:
Non c'erano le iene, non c'erano i leoni,

Non c'erano cani selvaggi, nessun lupo,

Non c'era paura, nessun terrore,

L'uomo non aveva rivali.

In questi giorni, le terre di Subur e Hamazi,

Le lingue sumere unite in armonia, le grandi terre dei decreti dei principi,

Uri, la terra di cui tutto era appropriato,

La terra di Martu, riposava in sicurezza,

L'intero universo, le persone all'unisono

Per Enlil in una lingua sola.
(Allora) Enki, il Signore dell'Abbondanza (di cui) i comandi sono fidati
Il Signore della Saggezza, che comprende la terra,

Il signore degli dei,

Dotato di saggezza, il Signore di Eridu

Cambiò la lingua nelle loro bocche, ha portato discordia in essa

Nella parlata dell'uomo che fino ad ora era una.»
Anche nella Bibbia, nel libro della Genesi: 11,1-9, c'è un racconto eziologico per spiegare la formazione di lingue diverse. Gli uomini avrebbero voluto costruire un'enorme torre col solo scopo di diventare famosi, ma Dio punì la loro vanità facendo scomparire loro la concordia di intenti e di linguaggio. Il mito biblico insegna che l'egocentrismo impedisce la sopravvivenza di qualsiasi comunità.

### Enki ed il Diluvio

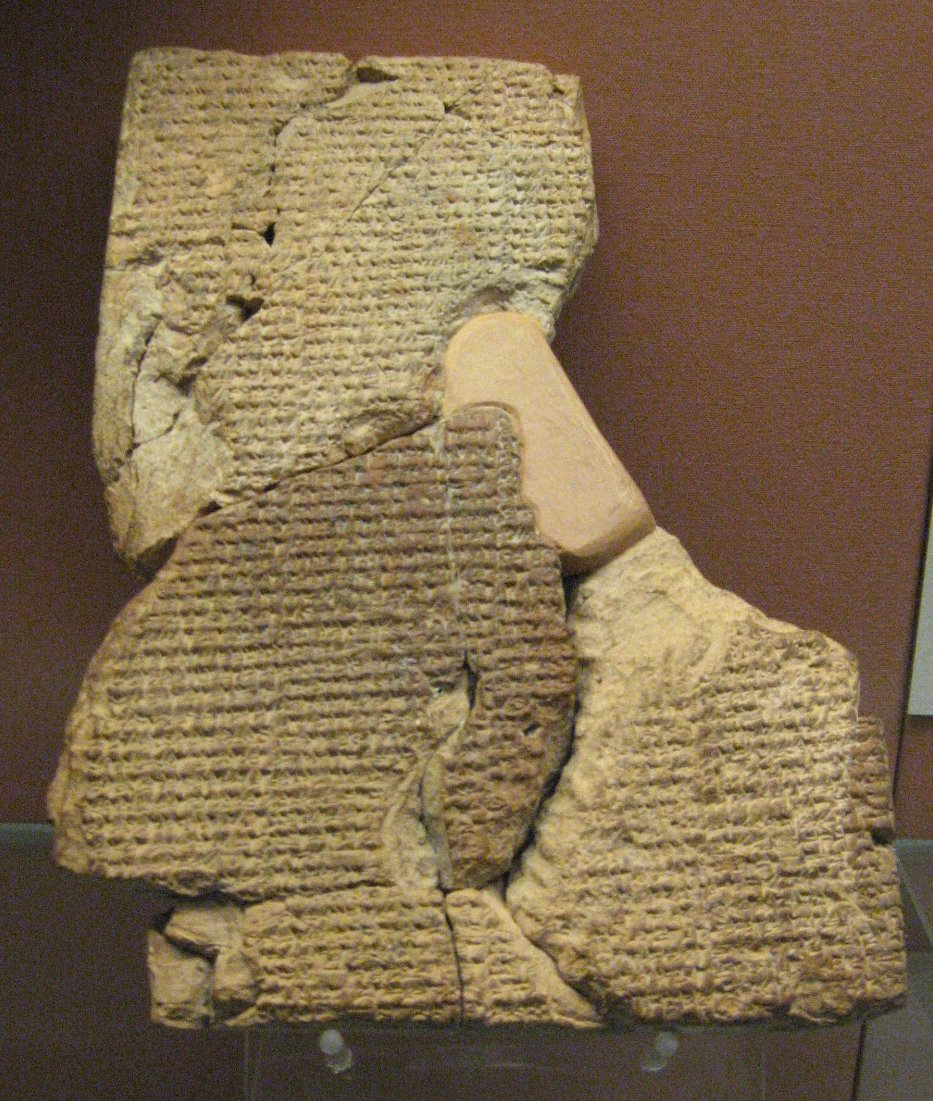
Antica tavola in cui viene descritto il racconto riguardante Atrahasis. In esposizione presso il British Museum

Secondo la mitologia sumera, Enki aiutò l'umanità a sopravvivere al diluvio che fu scagliato sul mondo con lo scopo di distruggere l'uomo. Nella più recente Leggenda di Atrahasis, Enlil, il re degli dei e fratello di Enki, dispone di distruggere l'umanità, infastidito dall'incessante rumore che essi provocano, offensivo per le sue orecchie. Successivamente invia Siccità, Carestia e Piaga per eliminarla, ma Enki ostacola i piani del fratellastro insegnando ad Atraḫasis (per i babilonesi Utanapishtim) i segreti dell'irrigazione, dei granai e della medicina.  L'umanità ricomincia a proliferare una quarta volta. Infuriato, Enlil convoca in concilio gli Dei e strappa loro la promessa di non rivelare all'umanità i suoi piani sul loro totale annientamento. Enki non racconta di questa decisione ad Atrahasis, ma segretamente lo istruisce su come costruire una sorta di barca per la sua famiglia, o di come portarlo nel paradiso all'interno di una barca magica. Dopo sette giorni di Diluvio, Atrahasis libera in cielo una rondine, un corvo ed una colomba, nel tentativo di scoprire se le acque si sono ritirate in qualche luogo. Sul ponte della sua imbarcazione viene compiuto un sacrificio per gli dei che viene da essi apprezzato.  Ma Enlil è arrabbiato poiché i suoi piani sono stati nuovamente vanificati, ed Enki viene indicato come il colpevole. Enki spiega ad Enlil come sia ingiusto punire l'incolpevole Atrahasis per i peccati dei suoi compagni, e promette che gli dei non elimineranno l'umanità se praticheranno il controllo delle nascite e vivranno nel rispetto della natura utilizzando solo i mezzi che essa fornisce loro. La minaccia/promessa è stata fatta, se però gli esseri umani non adempieranno al loro compito e non manterranno fede al patto, gli dei saranno liberi di devastare la terra ancora una volta. Questo sembra essere il più antico mito del medio oriente tra quelli riguardanti il Diluvio universale.
Gli studiosi della mitologia mesopotamica, ritengono che Enki/Ea abbia dato origine ad Uriel, uno degli Arcangeli della tradizione ebraica, il quale comunicò a Noè la volontà di Dio di sommergere la terra con le sue acque ed istruendolo su come costruire un'arca che lo avrebbe condotto in salvo.

### Enki e Inanna
Il mito di Enki e Inanna, racconta la storia della giovane dea del tempio di Eanna di Uruk, della sua visita presso l'anziano dio di Eridu e di come viene intrattenuta in una festa da lui organizzata. Il dio cerca di sedurla con fiumi di birra, ma la giovane dea mantiene la sua virtù, mentre Enki lentamente si ubriaca. Generosamente egli le dona tutti i suoi doni del Me, i doni della civilizzazione. La mattina successiva, con un mal di testa dovuto alla sbornia, chiede alla sua serva Isimud del suo Me, ma viene informato che la notte precedente ne aveva fatto dono ad Inanna.  Sconvolto per le sue azioni, invia il demone Galla a recuperarli. Inanna sfugge al suo inseguitore e giunge sana e salva alle banchine di Uruk. Enki si rende conto di essere stato ingannato a causa della sua tracotanza ed accetta un trattato di pace eterna con Uruk.
Politicamente, questo mito sembra indicare gli eventi di un precedente periodo in cui l'autorità politica passò dalla città di Enki, Eridu, alla città di Inanna, Uruk.
Nel mito della Discesa di Inanna agli inferi, per consolare il dolore della sorella Ereshkigal che era in lutto per la morte del marito Gugalanna (gu=toro, gal=grande, ana=cielo/paradiso), ucciso da Gilgameš ed Enkidu, decide di farle visita. Raccomanda alla sua serva Ninšubur (La signora della sera), di considerare Inanna come la stella della sera, e che se non fosse tornata entro tre giorni, di andare in cerca dell'aiuto di suo padre Anu, o di Enlil, re degli dei, o di Enki. Quando lei non ritorna, Ninshubur avvicina Anu ma si sente rispondere che sua figlia è forte abbastanza da prendersi cura di sé stessa. Enlil dice a Ninshubur che è troppo impegnato ad occuparsi del cosmo per correre in soccorso della nipote. Enki immediatamente esprime preoccupazione e invia il suo demone Galla (o Galaturra o Kurkarra), un essere asessuato creato dalla sporcizia depositata sotto le unghie degli dei, per riportare indietro la giovane dea. Questo fatto potrebbe essere all'origine dei Greco-Romani Galli, androgini sacerdoti appartenenti al terzo sesso, simili agli Indo-Americani Berdache, i quali giocarono un ruolo importante nei primi rituali religiosi.
Nel racconto di Inanna e Shukaletuda,
Enki stabilisce che Shukaletuda, il giardiniere, si prenda cura delle palme da dattero da lui create; ma egli trovando Inanna addormentata sotto una di esse, la stupra durante il sonno. Una volta sveglia, la dea scoprì di essere stata violata e cercò il miscredente per punirlo. Shukaletuda cercò la protezione di Enki, che, secondo le teorie di Bottero, ne era il padre. Nel classico stile di Enki, consiglia a Shukaletuda di nascondersi nella città, dove Inanna non era in grado di trovarlo. Enki, che si ergeva sempre come il protettore di chiunque ne cercasse l'aiuto, e come colui che diede i suoi poteri ad Inanna, sfidò la giovane ed impetuosa dea a controllare la sua rabbia per poter assolvere meglio alla funzione di grande giudice.
Infine, dopo aver calmato la propria rabbia, anche lei andò in cerca dell'aiuto di Enki, come portavoce dell'assemblea degli dei, degli Igigi e degli Anunnaki. Dopo aver presentato il suo caso, Enki vide che giustizia doveva essere fatta e le promise il suo aiuto, rivelandole il luogo del nascondiglio del miscredente Shukaletuda.

## Rappresentazioni

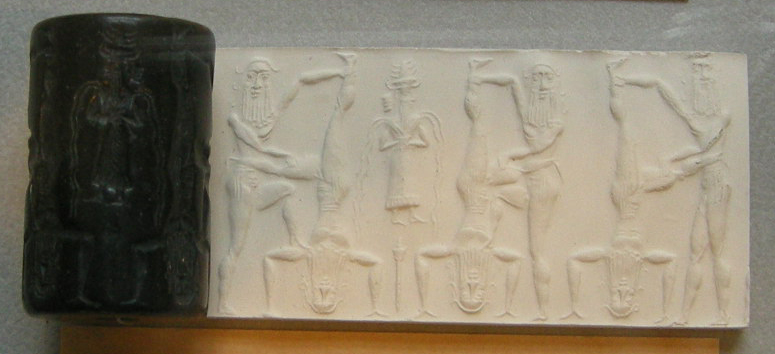
Sigillo a cilindro assiro, gruppo di eroi davanti al dio Enki, fine del III millennio a.C.

Enki era considerato come il dio della vita e del riapprovvigionamento, e spesso veniva raffigurato con due flussi d'acqua provenienti dalle sue spalle, uno era il Tigri e l'altro era l'Eufrate. Accanto a lui erano raffigurati degli alberi, simboli dell'Essenza della Vita, che Enki, come apparente alchimista degli dei, mescolava con maestria creando diversi esseri viventi sulla faccia della terra.
Il carattere di Enki non è quello di un dio giullare o trickster, non ha mai imbrogliato anche se spesso viene ingannato, e non è un folle. Enki usa la sua magia per il bene degli altri quando viene chiamato ad aiutare gli dei o gli esseri umani. Enki è sempre sincero nella sua essenza mascolina. È fondamentalmente colui che risolve i problemi degli dei, e rifugge o disarma coloro che portano conflitto o morte nel mondo. È il mediatore la cui compassione e senso dell'umorismo sconfigge e disarma l'ombra del suo fratellastro, Enlil, il dio degli dei. È lo sfidante che mette alla prova i limiti di Inanna nel mito di Enki ed Inanna ed il Me ed in seguito concede graziosamente la sua sconfitta alla giovane dea dell'Amore e della Guerra, rafforzando i legami tra Eridu e la città di lei, Uruk. Così divenne colui che diede i poteri ad Inanna.

## Influenza

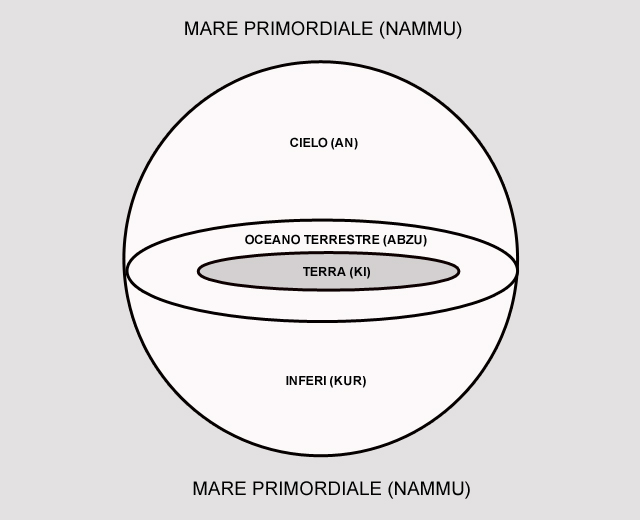
Rappresentazione del cosmo secondo la mitologia sumera.

Enki, e più tardi Ea, in alcuni casi veniva raffigurato come Adapa, come un uomo ricoperto con una pelle di pesce, e la sua rappresentazione, con lo stesso nome del suo tempio E-apsu casa delle acque profonde, il che indica decisamente la sua originale forma come dio delle acque. Attorno allo scavo dei diciotto santuari trovati sul posto, furono trovate migliaia di ossa di carpa, probabilmente consumate durante le feste in onore del dio. Il suo culto ad Eridu, risale ai più antichi periodi della storia della Mesopotamia. Non si sa nulla di preciso eccetto che il suo tempio era associato al tempio di Ninhursag, che fu chiamato Esaggila, la casa dalla testa alta (E’=casa, sag=testa, ila=alta o la dea Accade Ila), un nome condiviso con il tempio di Babilonia di Marduk, una Ziggurat (come per il tempio di Enlil a Nippur), la quale era nota come E-kur (kur= collina), e questi incantesimi consistevano in riti cerimoniali dove l'acqua ricopriva il suo ruolo prevalente come elemento sacro, formando una parte caratteristica del suo culto.
Tale culto sembra anche coinvolto nella poesia epica del hieros gamos o matrimonio sacro di Enki e Ninhursag, il quale sembra un mito eziologico della fertilizzazione della terra arida dall'arrivo delle acque d'irrigazione (dal sumero a, ab, acqua o sperma). Nelle prime iscrizioni di Urukagina si va così lontano da suggerire che la coppia divina, Enki e Ninki, fossero i progenitori delle sette coppie divine, includendo Enki come divinità di Eridu, Enlil di Nippur, e Su'em (o Sin) di Ur, dove loro stessi erano i figli di An (cielo, paradiso) e di Ki (terra).
La fontana di Abzu dinanzi al suo tempio, fu adottata anche nel tempio di Nanna (in accadico Sin), la Luna a Ur, e tale credenza si diffuse attraverso tutto il Medio Oriente. Si ritiene che queste usanze possano aver dato origine all'uso delle fontane nelle Moschee e all'acqua santa nelle chiese cristiane..

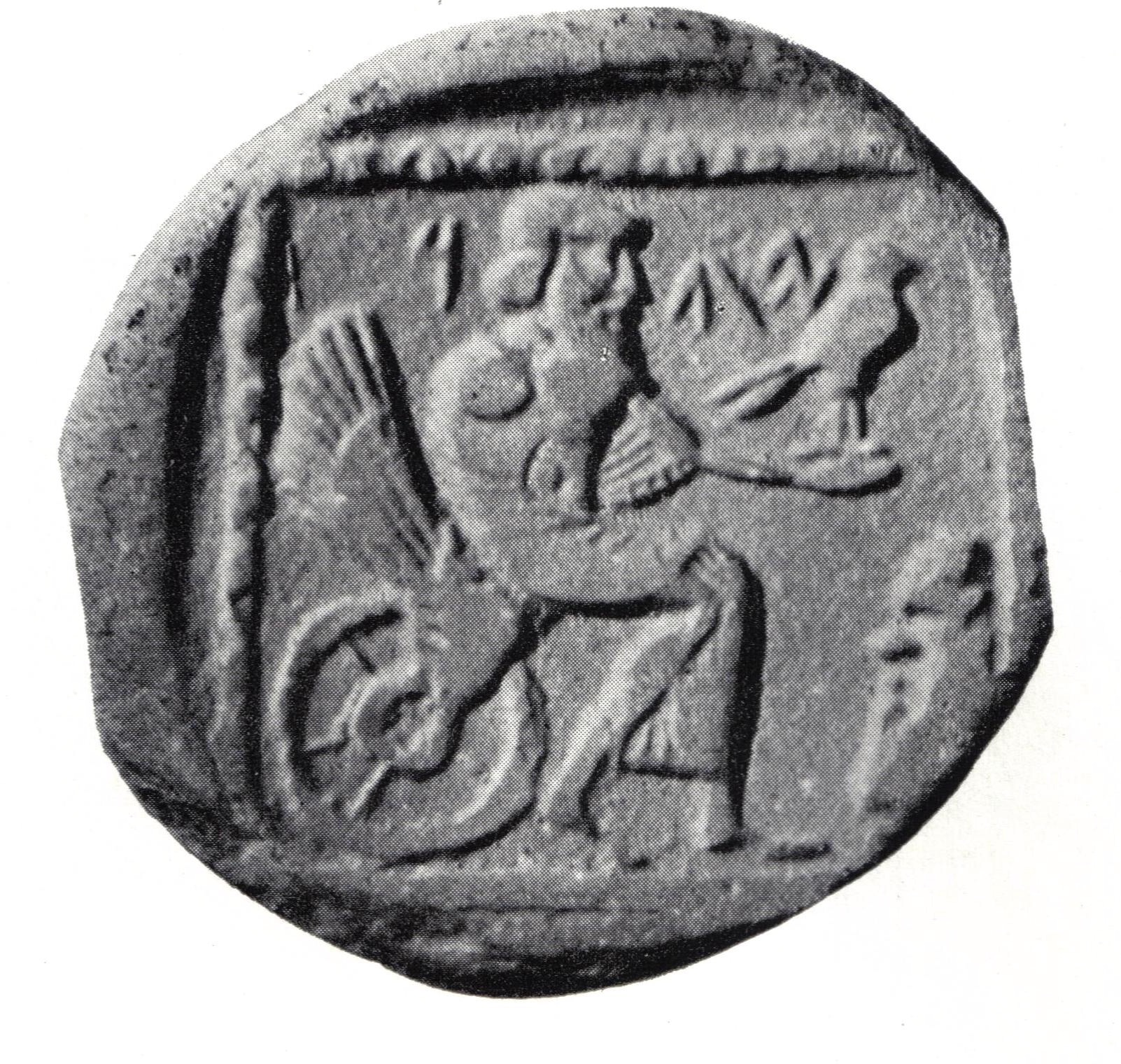
Dracma di Yehud Medinata del IV secolo a.e.v. rinvenuta a Gaza raffigurante il dio Yahweh sul suo carro celeste. Le lettere YHW, Yahu, sono incise sopra il volatile che il dio tiene in mano.

Che Eridu abbia giocato un ruolo importante negli affari politici sumeri, non è certo, tuttavia l'ipotesi non è improbabile. Tutti gli importanti eventi riguardanti Ea, come nel caso di Nippur, hanno portato Eridu al ruolo di città sacra, ruolo mantenuto per lungo tempo anche dopo che la città perse il suo ruolo di centro politico. I miti in cui la figura di Ea ha un ruolo di primo piano, sono stati trovati nella biblioteca di Assurbanipal, e nell'archivio Ittita di Hattusas in Anatolia. Enki/Ea esercità un'ampia influenza all'infuori dei territori sumero-accadici: secondo alcuni studiosi, quali Frank Moore Cross, Mark S. Smith, John Day e Thomas Romer,  divenne Ya, Yahu, o Yahweh, nella religione cananea, poi dio centrale dell'ebraismo.
Lo ritroviamo anche nella mitologia hurrita ed ittita, come divinità della contrattazione, e particolarmente propizio nei confronti dell'umanità. Tra i Semiti Occidentali si ritiene che Ea fosse equiparato al termine hyy (vita) con riferimento alle acque di Enki come donatrici di vita. Enki/Ea è essenzialmente il dio della civilizzazione, saggezza e cultura. Era anche il creatore e protettore dell'uomo, e del mondo in generale. Le prime tracce di quanto è stato precedentemente detto, appaiono nell'epico racconto di Marduk, il quale celebra i risultati della divinità e la sua stretta connessione tra il culto di Ea ad Eridu e quello di Marduk. La correlazione tra i due nasce da due altre importanti connessioni: (1) il nome del santuario di Marduk a Babilonia presenta lo stesso nome, Esaggila, che ha il tempio di Eridu di Enki e (2) Marduk viene generalmente individuato come il figlio di Ea, i cui poteri derivano dalla volontaria abdicazione del padre in favore del figlio. In accordo a quanto detto, le preghiere/incantesimi originariamente composti per il culto di Ea, furono riscritti dai sacerdoti di Babilonia ed adottate dai fedeli di Marduk, e allo stesso modo gli inni del tradimento di Marduk trovano traccia nel trasferimento degli attributi originariamente appartenenti a Ea nei confronti di Marduk.
È come terza figura della triade (gli altri due membri erano Anu ed Enlil) che Ea acquisisce il suo permanente e duraturo posto nel pantheon divino. Gli venne assegnato il controllo delle acque, ed in base a questa funzione egli divenne shar apsi, re di Apsu o delle profondità. L'Apsu veniva raffigurato come l'abisso delle acque situate al di sotto della terra, ed essendo il luogo in cui venivano radunati i morti, conosciuto anche come Aralu e situato nei pressi del confine di Apsu, fu designato come En-Ki, ovvero il signore di ciò che è al di sotto, in contrasto con Anu, il quale era il signore di ciò che era sopra o del paradiso. Il culto di Ea si estende a Babilonia e a tutta l'Assiria. Troviamo templi e santuari eretti in suo onore a Nippur, Girsu, Ur, Babilonia, Sippar e Ninive e numerosi epiteti a lui assegnati in base alla forma divina con cui appare, allo stesso modo testimone della popolarità di cui ha goduto attraverso l'intera storia dell'epoca Assiro-Babilonese. La consorte di Ea era conosciuta come Ninhursag, Ki, Uriash Damkina, la signora di ciò che è al di sotto, anche nota come Damagalnunna, signora delle grandi acque.

## Genealogia
|       |       |       |       |            |            |            |            |            |            |        |        |           |           |           |           | mare primordiale |           |      |      |           |           |           |           |           |           |        |        |                |                |                |                |                |                |      |      |           |           |           |           |           |           |  |  |            |            |            |            |            |            |  |  |         |         |         |         |         |         |  |  |            |            |            |            |            |            |  |  |      |      |      |      |      |      |  |  |  |  |  |  |
|       |       |       |       |            |            |            |            |            |            |        |        |           |           |           |           |                  |           |      |      |           |           |           |           |           |           |        |        |                |                |                |                |                |                |      |      |           |           |           |           |           |           |  |  |            |            |            |            |            |            |  |  |         |         |         |         |         |         |  |  |            |            |            |            |            |            |  |  |      |      |      |      |      |      |  |  |  |  |  |  |
|       |       |       |       |            |            |            |            |            |            |        |        |           |           |           |           |                  |           |      |      |           |           |           |           |           |           |        |        |                |                |                |                |                |                |      |      |           |           |           |           |           |           |  |  |            |            |            |            |            |            |  |  |         |         |         |         |         |         |  |  |            |            |            |            |            |            |  |  |      |      |      |      |      |      |  |  |  |  |  |  |
|       |       |       |       |            |            |            |            | Apsû       | Apsû       | Apsû   | Apsû   | Apsû      | Apsû      |           |           |                  |           |      |      |           |           |           |           | Tiāmat    | Tiāmat    | Tiāmat | Tiāmat | Tiāmat         | Tiāmat         |                |                |                |                |      |      |           |           |           |           |           |           |  |  |            |            |            |            |            |            |  |  |         |         |         |         |         |         |  |  |            |            |            |            |            |            |  |  |      |      |      |      |      |      |  |  |  |  |  |  |
|       |       |       |       |            |            |            |            | Apsû       | Apsû       | Apsû   | Apsû   | Apsû      | Apsû      |           |           |                  |           |      |      |           |           |           |           | Tiāmat    | Tiāmat    | Tiāmat | Tiāmat | Tiāmat         | Tiāmat         |                |                |                |                |      |      |           |           |           |           |           |           |  |  |            |            |            |            |            |            |  |  |         |         |         |         |         |         |  |  |            |            |            |            |            |            |  |  |      |      |      |      |      |      |  |  |  |  |  |  |
|       |       |       |       |            |            |            |            |            |            |        |        |           |           |           |           |                  |           |      |      |           |           |           |           |           |           |        |        |                |                |                |                |                |                |      |      |           |           |           |           |           |           |  |  |            |            |            |            |            |            |  |  |         |         |         |         |         |         |  |  |            |            |            |            |            |            |  |  |      |      |      |      |      |      |  |  |  |  |  |  |
|       |       |       |       |            |            |            |            |            |            |        |        |           |           |           |           |                  |           |      |      |           |           |           |           |           |           |        |        |                |                |                |                |                |                |      |      |           |           |           |           |           |           |  |  |            |            |            |            |            |            |  |  |         |         |         |         |         |         |  |  |            |            |            |            |            |            |  |  |      |      |      |      |      |      |  |  |  |  |  |  |
| Laḫmu | Laḫmu | Laḫmu | Laḫmu | Laḫmu      | Laḫmu      |            |            | Laḫamu     | Laḫamu     | Laḫamu | Laḫamu | Laḫamu    | Laḫamu    |           |           | ...              | ...       | ...  | ...  | ...       | ...       |           |           |           |           |        |        |                |                |                |                |                |                |      |      | ...       | ...       | ...       | ...       | ...       | ...       |  |  |            |            |            |            |            |            |  |  |         |         |         |         |         |         |  |  |            |            |            |            |            |            |  |  |      |      |      |      |      |      |  |  |  |  |  |  |
| Laḫmu | Laḫmu | Laḫmu | Laḫmu | Laḫmu      | Laḫmu      |            |            | Laḫamu     | Laḫamu     | Laḫamu | Laḫamu | Laḫamu    | Laḫamu    |           |           | ...              | ...       | ...  | ...  | ...       | ...       |           |           |           |           |        |        |                |                |                |                |                |                |      |      | ...       | ...       | ...       | ...       | ...       | ...       |  |  |            |            |            |            |            |            |  |  |         |         |         |         |         |         |  |  |            |            |            |            |            |            |  |  |      |      |      |      |      |      |  |  |  |  |  |  |
|       |       |       |       |            |            |            |            |            |            |        |        |           |           |           |           |                  |           |      |      |           |           |           |           |           |           |        |        |                |                |                |                |                |                |      |      |           |           |           |           |           |           |  |  |            |            |            |            |            |            |  |  |         |         |         |         |         |         |  |  |            |            |            |            |            |            |  |  |      |      |      |      |      |      |  |  |  |  |  |  |
|       |       |       |       |            |            |            |            |            |            |        |        |           |           |           |           |                  |           |      |      |           |           |           |           |           |           |        |        |                |                |                |                |                |                |      |      |           |           |           |           |           |           |  |  |            |            |            |            |            |            |  |  |         |         |         |         |         |         |  |  |            |            |            |            |            |            |  |  |      |      |      |      |      |      |  |  |  |  |  |  |
| Anšar | Anšar | Anšar | Anšar | Anšar      | Anšar      |            |            | Kišar      | Kišar      | Kišar  | Kišar  | Kišar     | Kišar     |           |           |                  |           |      |      |           |           |           |           |           |           |        |        |                |                |                |                |                |                |      |      |           |           |           |           |           |           |  |  |            |            |            |            |            |            |  |  |         |         |         |         |         |         |  |  |            |            |            |            |            |            |  |  |      |      |      |      |      |      |  |  |  |  |  |  |
| Anšar | Anšar | Anšar | Anšar | Anšar      | Anšar      |            |            | Kišar      | Kišar      | Kišar  | Kišar  | Kišar     | Kišar     |           |           |                  |           |      |      |           |           |           |           |           |           |        |        |                |                |                |                |                |                |      |      |           |           |           |           |           |           |  |  |            |            |            |            |            |            |  |  |         |         |         |         |         |         |  |  |            |            |            |            |            |            |  |  |      |      |      |      |      |      |  |  |  |  |  |  |
|       |       |       |       |            |            |            |            |            |            |        |        |           |           |           |           |                  |           |      |      |           |           |           |           |           |           |        |        |                |                |                |                |                |                |      |      |           |           |           |           |           |           |  |  |            |            |            |            |            |            |  |  |         |         |         |         |         |         |  |  |            |            |            |            |            |            |  |  |      |      |      |      |      |      |  |  |  |  |  |  |
|       |       |       |       |            |            |            |            |            |            |        |        |           |           |           |           |                  |           |      |      |           |           |           |           |           |           |        |        |                |                |                |                |                |                |      |      |           |           |           |           |           |           |  |  |            |            |            |            |            |            |  |  |         |         |         |         |         |         |  |  |            |            |            |            |            |            |  |  |      |      |      |      |      |      |  |  |  |  |  |  |
| ...   | ...   | ...   | ...   | ...        | ...        |            |            |            |            | An/Anu | An/Anu | An/Anu    | An/Anu    | An/Anu    | An/Anu    |                  |           | Antu | Antu | Antu      | Antu      | Antu      | Antu      |           |           |        |        |                |                |                |                |                |                |      |      |           |           |           |           |           |           |  |  |            |            |            |            |            |            |  |  |         |         |         |         |         |         |  |  |            |            |            |            |            |            |  |  |      |      |      |      |      |      |  |  |  |  |  |  |
| ...   | ...   | ...   | ...   | ...        | ...        |            |            |            |            | An/Anu | An/Anu | An/Anu    | An/Anu    | An/Anu    | An/Anu    |                  |           | Antu | Antu | Antu      | Antu      | Antu      | Antu      |           |           |        |        |                |                |                |                |                |                |      |      |           |           |           |           |           |           |  |  |            |            |            |            |            |            |  |  |         |         |         |         |         |         |  |  |            |            |            |            |            |            |  |  |      |      |      |      |      |      |  |  |  |  |  |  |
|       |       |       |       |            |            |            |            |            |            |        |        |           |           |           |           |                  |           |      |      |           |           |           |           |           |           |        |        |                |                |                |                |                |                |      |      |           |           |           |           |           |           |  |  |            |            |            |            |            |            |  |  |         |         |         |         |         |         |  |  |            |            |            |            |            |            |  |  |      |      |      |      |      |      |  |  |  |  |  |  |
|       |       |       |       |            |            |            |            |            |            |        |        |           |           |           |           |                  |           |      |      |           |           |           |           |           |           |        |        |                |                |                |                |                |                |      |      |           |           |           |           |           |           |  |  |            |            |            |            |            |            |  |  |         |         |         |         |         |         |  |  |            |            |            |            |            |            |  |  |      |      |      |      |      |      |  |  |  |  |  |  |
|       |       |       |       | Damkina    | Damkina    | Damkina    | Damkina    | Damkina    | Damkina    |        |        | Enki      | Enki      | Enki      | Enki      | Enki             | Enki      |      |      | Asarualim | Asarualim | Asarualim | Asarualim | Asarualim | Asarualim |        |        | Asarualimnunna | Asarualimnunna | Asarualimnunna | Asarualimnunna | Asarualimnunna | Asarualimnunna |      |      | Asaruludu | Asaruludu | Asaruludu | Asaruludu | Asaruludu | Asaruludu |  |  | Asaru      | Asaru      | Asaru      | Asaru      | Asaru      | Asaru      |  |  | Namru   | Namru   | Namru   | Namru   | Namru   | Namru   |  |  | Namtillaku | Namtillaku | Namtillaku | Namtillaku | Namtillaku | Namtillaku |  |  | Tutu | Tutu | Tutu | Tutu | Tutu | Tutu |  |  |  |  |  |  |
|       |       |       |       | Damkina    | Damkina    | Damkina    | Damkina    | Damkina    | Damkina    |        |        | Enki      | Enki      | Enki      | Enki      | Enki             | Enki      |      |      | Asarualim | Asarualim | Asarualim | Asarualim | Asarualim | Asarualim |        |        | Asarualimnunna | Asarualimnunna | Asarualimnunna | Asarualimnunna | Asarualimnunna | Asarualimnunna |      |      | Asaruludu | Asaruludu | Asaruludu | Asaruludu | Asaruludu | Asaruludu |  |  | Asaru      | Asaru      | Asaru      | Asaru      | Asaru      | Asaru      |  |  | Namru   | Namru   | Namru   | Namru   | Namru   | Namru   |  |  | Namtillaku | Namtillaku | Namtillaku | Namtillaku | Namtillaku | Namtillaku |  |  | Tutu | Tutu | Tutu | Tutu | Tutu | Tutu |  |  |  |  |  |  |
|       |       |       |       |            |            |            |            |            |            |        |        |           |           |           |           |                  |           |      |      |           |           |           |           |           |           |        |        |                |                |                |                |                |                |      |      |           |           |           |           |           |           |  |  |            |            |            |            |            |            |  |  |         |         |         |         |         |         |  |  |            |            |            |            |            |            |  |  |      |      |      |      |      |      |  |  |  |  |  |  |
|       |       |       |       |            |            |            |            |            |            |        |        |           |           |           |           |                  |           |      |      |           |           |           |           |           |           |        |        |                |                |                |                |                |                |      |      |           |           |           |           |           |           |  |  |            |            |            |            |            |            |  |  |         |         |         |         |         |         |  |  |            |            |            |            |            |            |  |  |      |      |      |      |      |      |  |  |  |  |  |  |
|       |       |       |       | Ṣarpanītum | Ṣarpanītum | Ṣarpanītum | Ṣarpanītum | Ṣarpanītum | Ṣarpanītum |        |        | Marduk    | Marduk    | Marduk    | Marduk    | Marduk           | Marduk    |      |      |           |           |           |           |           |           |        |        | Kingu          | Kingu          | Kingu          | Kingu          | Kingu          | Kingu          |      |      | Argilla   | Argilla   | Argilla   | Argilla   | Argilla   | Argilla   |  |  | Arcobaleno | Arcobaleno | Arcobaleno | Arcobaleno | Arcobaleno | Arcobaleno |  |  | Umanità | Umanità | Umanità | Umanità | Umanità | Umanità |  |  |            |            |            |            |            |            |  |  |      |      |      |      |      |      |  |  |  |  |  |  |
|       |       |       |       | Ṣarpanītum | Ṣarpanītum | Ṣarpanītum | Ṣarpanītum | Ṣarpanītum | Ṣarpanītum |        |        | Marduk    | Marduk    | Marduk    | Marduk    | Marduk           | Marduk    |      |      |           |           |           |           |           |           |        |        | Kingu          | Kingu          | Kingu          | Kingu          | Kingu          | Kingu          |      |      | Argilla   | Argilla   | Argilla   | Argilla   | Argilla   | Argilla   |  |  | Arcobaleno | Arcobaleno | Arcobaleno | Arcobaleno | Arcobaleno | Arcobaleno |  |  | Umanità | Umanità | Umanità | Umanità | Umanità | Umanità |  |  |            |            |            |            |            |            |  |  |      |      |      |      |      |      |  |  |  |  |  |  |
|       |       |       |       |            |            |            |            |            |            |        |        |           |           |           |           |                  |           |      |      |           |           |           |           |           |           |        |        |                |                |                |                |                |                |      |      |           |           |           |           |           |           |  |  |            |            |            |            |            |            |  |  |         |         |         |         |         |         |  |  |            |            |            |            |            |            |  |  |      |      |      |      |      |      |  |  |  |  |  |  |
|       |       |       |       |            |            |            |            |            |            |        |        |           |           |           |           |                  |           |      |      |           |           |           |           |           |           |        |        |                |                |                |                |                |                |      |      |           |           |           |           |           |           |  |  |            |            |            |            |            |            |  |  |         |         |         |         |         |         |  |  |            |            |            |            |            |            |  |  |      |      |      |      |      |      |  |  |  |  |  |  |
|       |       |       |       | Nabu       | Nabu       | Nabu       | Nabu       | Nabu       | Nabu       |        |        | Tashmetum | Tashmetum | Tashmetum | Tashmetum | Tashmetum        | Tashmetum |      |      |           |           |           |           |           |           |        |        |                |                |                |                | Uomo           | Uomo           | Uomo | Uomo | Uomo      | Uomo      |           |           |           |           |  |  |            |            |            |            |            |            |  |  |         |         |         |         |         |         |  |  |            |            |            |            |            |            |  |  |      |      |      |      |      |      |  |  |  |  |  |  |
|       |       |       |       | Nabu       | Nabu       | Nabu       | Nabu       | Nabu       | Nabu       |        |        | Tashmetum | Tashmetum | Tashmetum | Tashmetum | Tashmetum        | Tashmetum |      |      |           |           |           |           |           |           |        |        |                |                |                |                | Uomo           | Uomo           | Uomo | Uomo | Uomo      | Uomo      |           |           |           |           |  |  |            |            |            |            |            |            |  |  |         |         |         |         |         |         |  |  |            |            |            |            |            |            |  |  |      |      |      |      |      |      |  |  |  |  |  |  |
|       |       |       |       |            |            |            |            |            |            |        |        |           |           |           |           |                  |           |      |      |           |           |           |           |           |           |        |        |                |                |                |                |                |                |      |      |           |           |           |           |           |           |  |  |            |            |            |            |            |            |  |  |         |         |         |         |         |         |  |  |            |            |            |            |            |            |  |  |      |      |      |      |      |      |  |  |  |  |  |  |